# Hypochoeris meyeniana
Hypochoeris meyeniana là một loài thực vật có hoa trong họ Cúc. Loài này được (Walp.) Griseb. mô tả khoa học đầu tiên năm 1874.